# Sées
Sées (ältere Schreibweise Séez) ist eine französische Kleinstadt mit 4.182 Einwohnern (Stand 1. Januar 2022) im Département Orne in der Region Normandie. Sie gehört zum Arrondissement Alençon und zum Gemeindeverband Sources de l’Orne. Sées ist eine alte Bischofsstadt.

## Lage
Die Kleinstadt Sées liegt am Fluss Orne in der Basse-Normandie etwa auf halber Strecke zwischen den Städten Caen (ca. 94 Kilometer nordwestlich) und Le Mans (ca. 80 Kilometer südlich) auf einer Höhe von ca. 190 m Das Klima ist in hohem Maße vom Meer, d. h. vom Ärmelkanal, beeinflusst; Regen (ca. 730 mm/Jahr) fällt verteilt übers ganze Jahr.
Das Stadtgebiet gehört zum Regionalen Naturpark Normandie-Maine.

## Bevölkerungsentwicklung
| Jahr                       | 1962 | 1968 | 1975 | 1982 | 1990 | 1999 | 2011 | 2022 |
| Einwohner                  | 4137 | 4347 | 4706 | 4767 | 4547 | 4504 | 4191 | 4182 |
| Quellen: Cassini und INSEE |      |      |      |      |      |      |      |      |

Die Zuwanderung aus der ländlichen Umgebung hat sich in der Bevölkerungsstatistik von Sées kaum ausgewirkt.

## Wirtschaft
Sées war im Mittelalter ein regionaler Markt- und Handelsplatz; auch Handwerksberufe und Dienstleister aller Art ließen sich hier nieder.

## Geschichte
Sées war in der Antike der Hauptort des keltischen Stammes der Esuvier, die mit den Sagii gleichgesetzt werden; diese waren vermutlich die Namensgeber für Sées. Wie Münzfunde etc. beweisen, waren auch die Römer anwesend. Um das Jahr 440 erfolgte die Christianisierung durch den Bischof Latuinus. Im 9. Jahrhundert wurde die Stadt wiederholt von den Normannen angegriffen; nach deren Niederlassung im Herzogtum Normandie beruhigte sich die Lage allmählich und die Stadt entwickelte sich aus drei Siedlungskernen (Bourg-L’Evêque, Bourg-Le-Comte und Bourg-L’Abbé) wieder neu.

## Sehenswürdigkeiten

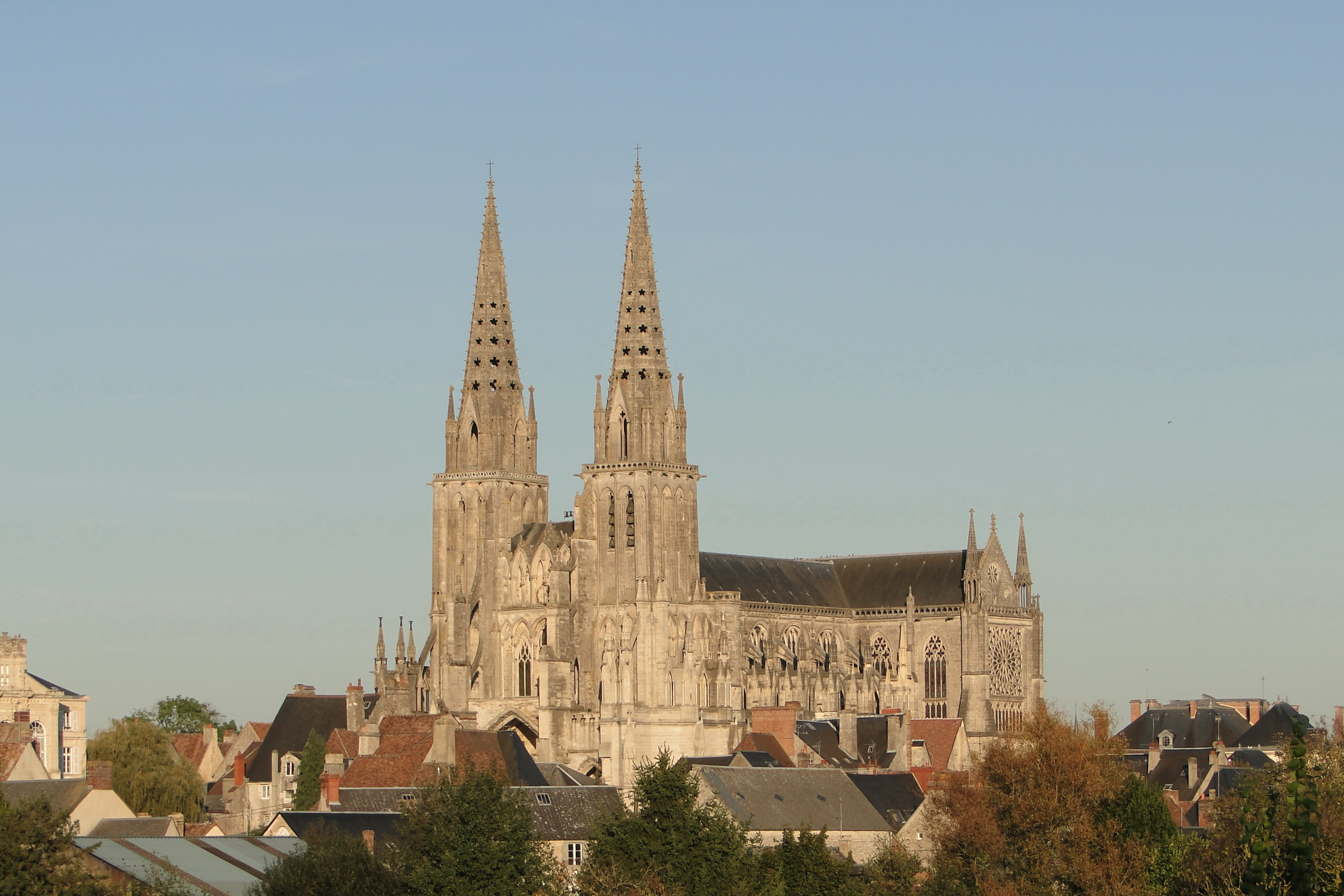
Kathedrale Notre-Dame

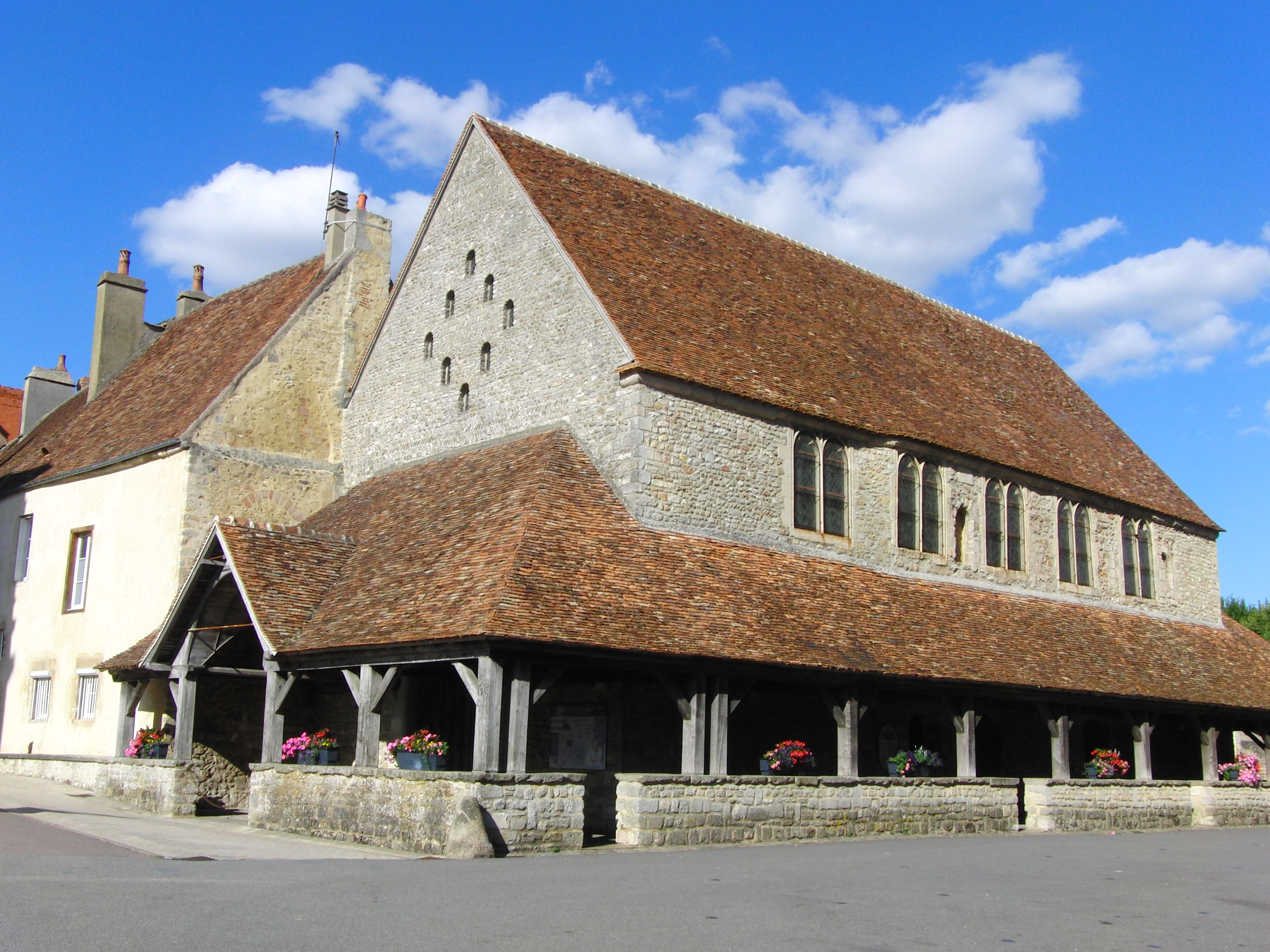
Kanonikerkapelle

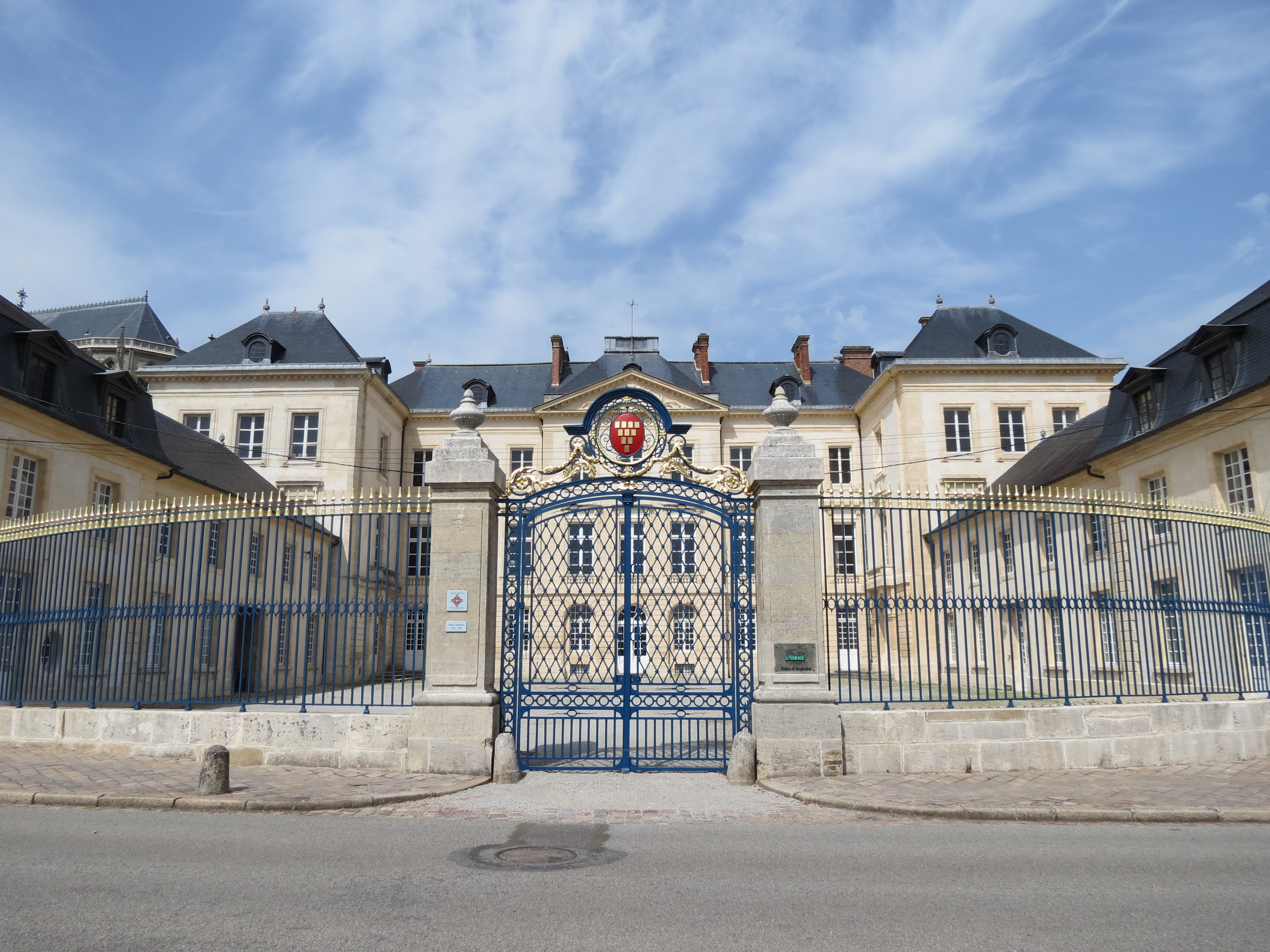
Ehemaliger Bischofspalast

- Die für eine Kleinstadt ungewöhnlich große und architektonisch außergewöhnliche gotische Kathedrale Notre-Dame des Bistums Sées stammt aus dem 13. Jahrhundert; ihre Weihe erfolgte am 27. September 1310. Sie wurde im Verlauf des Hundertjährigen Krieges (1337–1453) zwischen Frankreich und England wiederholt beschädigt, so dass im Jahr 1494 eine Neuweihe erfolgte. Doch auch in der Zeit der Hugenottenkriege (1562–1598) erlitt sie Schäden und Plünderungen. In den Jahren kurz vor der Französischen Revolution und in der Mitte des 19. Jahrhunderts erfolgten umfangreiche Restaurierungsmaßnahmen. Der Kirchenbau ist seit dem Jahr 1869 als Monument historique eingestuft.[5] Zahlreiche Ausstattungsgegenstände sind ebenfalls denkmalgeschützt.
- In der Ancienne chapelle canoniale versammelten sich einst die Kanoniker der Kathedrale. Die Kapelle stammt aus dem 13. Jahrhundert und wurde im 18. Jahrhundert mit einer auf Holzstützen ruhenden Vorhalle umgeben. Der Bau steht seit 1939 unter Schutz.[6]
- Der ehemalige Bischofspalast (auch Palais d'Argentré) stammt aus der zweiten Hälfte des 18. Jahrhunderts; er dient heute der Départementsverwaltung. Auch er ist als Monument historique anerkannt.[7]
- Die Benediktinerabtei  Saint-Martin entstand in der zweiten Hälfte des 11. Jahrhunderts, doch auch sie wurde im Hundertjährigen Krieg geplündert und beschädigt, so dass sie im Jahr 1431 neu geweiht wurde. Im 16. Jahrhundert geriet sie in die allgemeine Krise des Mönchtums dieser Zeit; im 17. Jahrhundert schloss sie sich dem Reformorden der Mauriner an. Im Zuge der Französischen Revolution wurde sie aufgelöst und bis auf das barocke Abtsgebäude abgerissen. Dieses ist seit dem Jahr 1968 als Monument historique anerkannt.[8]
- Die Basilika der Unbefleckten Empfängnis (Immaculée-Conception) wurde Mitte des 19. Jahrhunderts im Stil der Neuromanik als Kapelle des kleinen Seminars erbaut. Hier ist heute das Museum für religiöse Kunst des Départements untergebracht. Die Kapelle zählt ebenfalls zu den Monuments historiques.[9]
- In der in den 1830er Jahren erbauten Getreidehalle (Halle aux Grains) wurden von Seiten der Stadt Getreidevorräte etc. eingelagert. Darüber hinaus diente der Rundbau auch als Markthalle. Auch dieser Bau ist als Monument historique anerkannt.[10]

## Städtepartnerschaften
- Tönisvorst, Nordrhein-Westfalen (seit 1979)
- Staré Mésto, Tschechien
- Southwell, Großbritannien,  (seit 1982)

## Persönlichkeiten

### In Sées geboren
- Osmund von Sées († 1099), Bischof von Salisbury, katholischer Heiliger
- Gaultier-Garguille (1581–1633), Schauspieler und Dichter
- Simon Bougis (1630–1714), Benediktinermönch, Generaloberer der Kongregation von Saint-Maur, in Sées geboren
- François-René Curaudau (1765–1813), Chemiker und Pharmazeut
- Nicolas-Jacques Conté (1755–1805), Chemiker, Maler und Erfinder
- Louis Forton (1879–1934), Comic-Zeichner

### Mit Sées verbunden
- Lothar von Séez (um 685–756), Bischof von Séez und katholischer Heiliger
- Opportuna von Sées (um 700–770), Äbtissin und katholische Heilige
- Yves de Bellême, im 11. Jahrhundert Bischof von Sées
- Jean-Baptiste du Plessis d’Argentré (1720–1805), Bischof von Sées
- Charles-Frédéric Rousselet (1795–1881), Bischof von Sées